# حفرة فلايانو

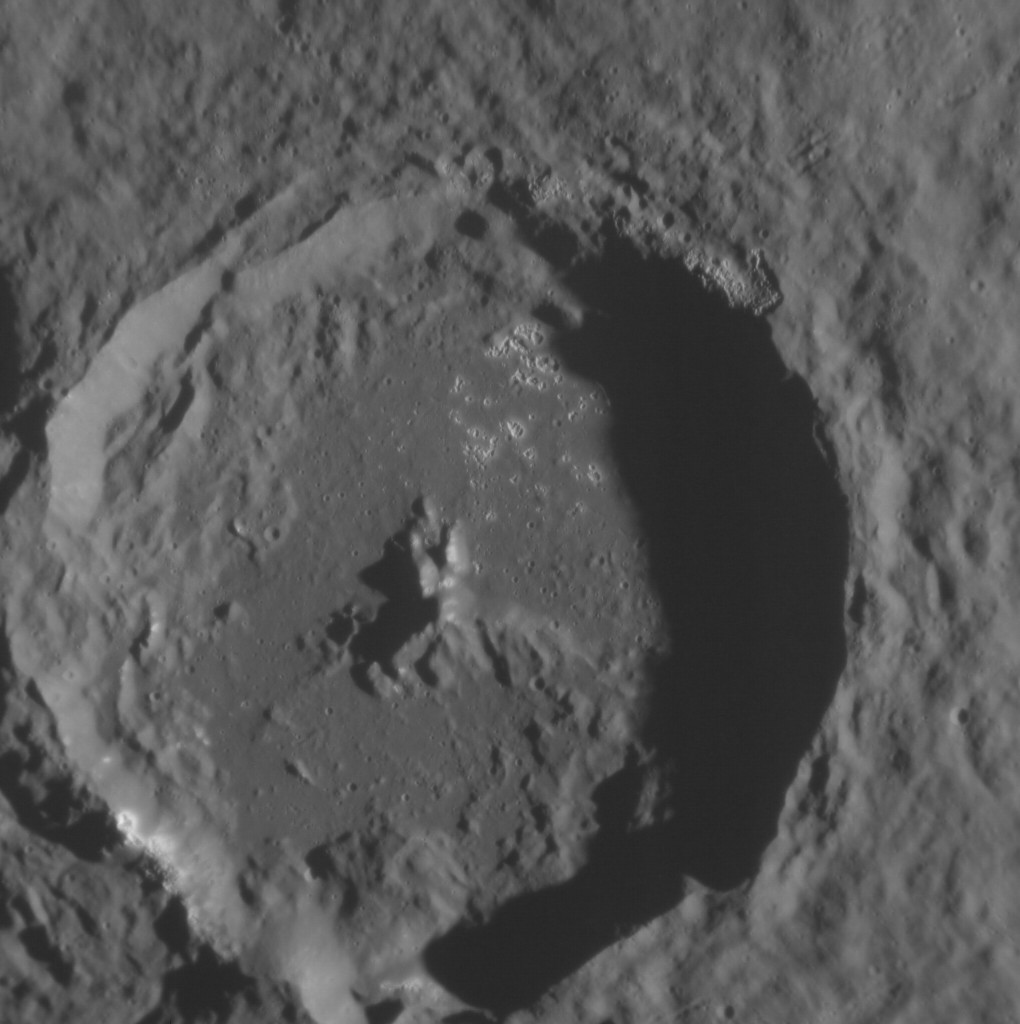
صورة أخرى لـ MESSENGER

فلايانو فتحة بركانية عطارد . يبلغ قطرها 43 كيلومتر (27 ميل). تم اعتماد اسمها من قبل الاتحاد الفلكي الدولي (IAU) في 15 مارس 2013. تم تسمية فلايانو على اسم الكاتب الإيطالي إنيو فلايانو .
تقع حفرة فلايانو بالقرب من مركز حوض رافائيل، وهي قريبة لمنطقة عالية البياض .